# Gerichtsbezirk Volosca-Abbazia
Der Gerichtsbezirk Volosca-Abbazia (ursprünglich: Volosca; italienisch: distretto giudiziario Volosca-Abbazia; slowenisch: občina židovska Volosko-Opatija, kroatisch: kotarsko satničtvo Volosko-Opatija) war ein dem Bezirksgericht Volosca-Abbazia unterstehender Gerichtsbezirk in der Markgrafschaft Istrien.
Der Gerichtsbezirk umfasste Gebiete im Nordosten Istriens an der Kvarner-Bucht bzw. im heutigen Kroatien. Nach dem Ersten Weltkrieg musste Österreich den gesamten Gerichtsbezirk an Italien abtreten, nach dem Zweiten Weltkrieg gelangte das Gebiet an Jugoslawien und ist heute Teil der Gespanschaft Primorje-Gorski kotar.

## Geschichte
Um 1850 wurde in Istrien so wie im gesamten Kaisertum Österreich die ursprüngliche Patrimonialgerichtsbarkeit aufgelöst. In der Folge wurde unter anderen der Gerichtsbezirk Volosca-Abbazia geschaffen. Der Gerichtsbezirk unterstand dem für die gesamte Grafschaft zuständigen Landesgericht Rovigno, das wiederum dem Oberlandesgericht Triest, das am 1. Mai 1850 seine Tätigkeit aufnahm, unterstellt war.
Auch nachdem Istrien bzw. Triest sowie Görz und Gradisca vom ursprünglichen Kronland Küstenland ihre Selbständigkeit als Kronland erlangten, blieb das Oberlandesgericht Triest die oberste Instanz für den Gerichtsbezirk Volosca-Abbazia.
Der Gerichtsbezirk Volosca-Abbazia bildete im Zuge der Trennung der politischen von der judikativen Verwaltung
ab 1868 gemeinsam mit dem Castelnuovo (Podgrad) den Bezirk Volosca.
Der Gerichtsbezirk Volosca-Abbazia wies 1869 eine Bevölkerung von 21.691 Personen auf.
Bis 1910 wuchs die Einwohnerzahl auf 37.861 an, davon hatten 27.447 Personen Kroatisch (72,5 %) als Umgangssprache angegeben, 3.742 sprachen Slowenisch (9,9 %), 2.399 Deutsch (6,3 %) Italienisch und 947 Italienisch (2,5 %). Der Bezirk umfasste zuletzt eine Fläche von 337,82 km² bzw. fünf Gemeinden.
Durch die Grenzbestimmungen des am 10. September 1919 abgeschlossenen Vertrages von Saint-Germain wurde der Gerichtsbezirk Volosca-Abbazia zur Gänze Italien zugeschlagen. Nach dem Zweiten Weltkrieg gelangte das Gebiet des ehemaligen Gerichtsbezirks an Jugoslawien und ist seit 1991 Teil der Republik Kroatien.
| Jahr | Ein- wohner | Deutsch- sprachige | Italienisch- sprachige | Slowenisch- sprachige | Kroatisch- sprachige |
| ---- | ----------- | ------------------ | ---------------------- | --------------------- | -------------------- |
| 1869 | 21.691      |                    |                        |                       |                      |
| 1880 | 23.754      | 69                 | 537                    | 58                    | 22.787               |
| 1890 | 27.119      | 697                | 706                    | 1.200                 | 23.849               |
| 1910 | 37.861      | 2.399              | 947                    | 3.742                 | 27.447               |

## Gerichtssprengel
Der Gerichtsbezirk Volosca-Abbazia umfasste Ende Februar 1918 die fünf Gemeinden Castua (Kastav), Lovrana (Lovran), Moschienizze (Mošćenice), Veprinaz (Veprinac) und Volosca-Abbazia (Volosko-Opatija).